# Xian de Xushui
Le xian de Xushui (徐水县 ; pinyin : Xúshuǐ Xiàn) est un district administratif situé dans la nord de la ville-préfecture de Baoding, dans le Hebei.

## Géographie
La ville de Xushui se trouve à 23 km au nord-est du centre de Baoding, à 118 km au sud-sud-ouest du centre de Pékin et à 149 km au nord-est de Shijiazhuang, la capitale de la province.

## Archéologie
Dans le village de Nanzhuangtou a été découvert un site archéologique datant d'il y a environ 10 000 ans. Le porc et le chien étaient domestiqués. On y a retrouvé des poteries et des objets qui pourraient indiquer que l'agriculture était pratiquée. Il s'agirait alors du plus ancien site néolithique de Chine connu.

## Démographie
La population du district était de 556 871 habitants en 1999.

## Transports
La ville de Xushui est desservie par la route route nationale 107.